# TSV Schwaben Augsburg
Maillots
Actualités
Le TSV Schwaben Augsburg est un club omnisports basé à Augsbourg. Le club comprend de nombreuses sections : athlétisme, badminton, basketball, boxe, canoë-kayak, escrime, fistball, football, gymnastique, hockey sur gazon, patinage artistique, sports d'hiver, tennis et tennis de table.

## Histoire

### XIXesiècle
Le Turnverein Augsburg (de) est fondé en 1847, mais rencontre rapidement d'importantes difficultés. Lors de la révolution de Mars, le club est menacé de dissolution par les autorités du royaume de Bavière.
À la suite de la démission de plusieurs membres du club, le MTV Schwaben Augsburg (MTV = Männerturnverein, club masculin de gymnastique) est créé en 1863, mais sera réintégré au TV Augsburg en 1868. Cette situation se reproduira en 1889 et 1919. La section football du TV 1847 Augsburg est créée en 1899.

### Entre-deux-guerres et Seconde Guerre mondiale
Le club est relativement peu affecté par la Première Guerre mondiale. À partir du 29 mars 1919, le club prend le nom de Schwaben Augsburg. En 1922, le club remporte la coupe d'Allemagne du Sud. En 1924, la section football fait scission, et prend son indépendance sous le nom de SV Schwaben Augsburg. À la suite d'une fusion, le club devient le SSV Schwaben Augsburg.
Cependant, à la suite de la prise du pouvoir par les nazis, cette indépendance prend fin, et le club est contraint de fusionner avec d'autres clubs augsbourgeois afin de former un nouveau grand club, le TSV Schwaben Augsburg. Pendant cette période, le club concourt en Gauliga Bayern de 1933 à 1935, puis de 1937 à 1945. Quand la compétition est scindée en deux groupes, le club évolue dans le groupe Südbayern (Bavière du Sud). Le mariage forcé s'effondre à la fin de la Seconde Guerre mondiale, les gymnastes et les sportifs décidant de gérer leurs clubs de façon indépendante.

### Entre1reet2edivision(1945-1969)
Évoluant en Oberliga Sud de 1945 à 1952, de 1954 à 1957, et de 1961 à 1963, le Schwaben évolue quasi exclusivement entre les 1re et 2e divisions jusqu'à la création de la Bundesliga. Son meilleur résultat est une 5e place en Oberliga Sud 1945-1946. En 1958, le club est relégué de 2. Oberliga Sud, et joue deux saisons en 3e division, avant de remonter au terme de la saison 1959-1960. Fraîchement promu, le club termine 2e de 2. Oberliga Sud et remonte en Oberliga, accompagné des rivaux locaux du BC Augsburg. À la suite de la création de la Bundesliga, le Schwaben est reversé en Regionalliga Sud, et y demeure jusqu'à la saison 1968-1969.

### Création du FC Augsbourg: retour au statut amateur
Le 15 juillet 1969, la section professionnelle du club fusionne avec le rival local, le BC Augsburg. Ainsi le FC Augsbourg naît. Le TSV Schwaben conserve une équipe amateur, mais s'engage à exclure toute promotion future au niveau professionnel. 
En 1981, le club atteint la plus haute division amateure, la Bayernliga (alors la 3e division). Jusqu'en 2007, les souabes font l'ascenseur entre la Bayernliga et la Landesliga. En 2007, le club est relégué en Bezirksoberliga (6e division), et subit un coup dur supplémentaire, avec le décès du directeur de la section football, Josef Schmucker, en poste depuis 37 ans. Le club subit la saison suivante une descente en Bezirksliga (devenant la 8e division à la suite de la création de la 3. Liga au terme de la saison 2007-2008). Ainsi l'équipe réserve doit être retirée de la Kreisklasse à l'aube de la saison 2008-2009.

### Remontée jusqu'à la Regionalliga
Au terme de la saison 2008-2009, le Schwaben termine 2e de Bezirksliga Schwaben Süd, et arrache son retour en Bezirksoberliga Schwaben au terme d'un match de barrage contre le TSV Dinkelscherben le 7 juin 2009. À la suite de la réforme des championnats, le club est reversé pour la saison 2012-2013 dans la Bezirksliga Schwaben Süd (7e division). 
En 2016 le TSV Schwaben Augsburg est promu en Landesliga Südwest, puis est immédiatement promu en 2017 en Bayernliga (5e division).
Lors de la saison 2023-2024 de Bayernliga, le Schwaben Augsburg finit 3e du groupe Süd, et est promu en Regionalliga Bavière à la suite du renoncement à la promotion du champion et du vice-champion (SV Erlbach (de) et SV Heimstetten (de)).
Le club obtient son maintien en 4e division finissant à la 14e place de Regionalliga Bavière 2024-2025.

## Palmarès

### Championnats
- 2. Oberliga Sud
  - Champion en 1954
  - Vice-champion en 1961

- Bayernliga Süd
  - Champion en 1959 et 1960

- Landesliga Süd
  - Champion en 1991 et 1998
  - Vice-champion en 1981, 1988 et 2002

- Landesliga Südwest
  - Champion en 2017

### Coupes
- Süddeutscher Pokal : 1922
- Schwäbischer Pokal : 1959, finaliste en 1997

## Football féminin
En 1971, Fritz Lindwurm fonde un département de football féminin au sein du TSV Schwaben. Le premier match de l'équipe, disputé le 17 avril 1971 contre le FC Hochzoll, se solde par une victoire 2-0. Après plusieurs montées et descentes, l'équipe d'Augsbourg accède à la Verbandsliga (alors la 1re division) en 1988. Elle est reléguée un an plus tard, puis remonte immédiatement. Vice-championne en 1993, l'équipe est sacrée championne de Bavière en 1996 et 1997, mais échoue à deux reprises au tour de promotion en Frauen-Bundesliga.
Lors des années suivantes, l'équipe évolue dans le ventre mou de la Bayernliga, puis est reléguée en Landesliga en 2002. Après la remontée immédiate, l'équipe se maintient en championnat pendant deux ans avant de subir une nouvelle relégation en 2005. Lors de la saison 2005-2006, l'équipe retrouve la Bayernliga à quatre journées de la fin. La même année, l'équipe remporte le titre de « Champion des Champions » lors du BFV-Turnier der Meister à Oberding.
En Bayernliga, l'équipe nouvellement promue crée la surprise en terminant 3e de la compétition. Elle se qualifie pour la Regionalliga Süd nouvellement rétablie, de laquelle elle est à nouveau reléguée lors de la saison 2008-2009. En 2011, l'équipe remonde en Regionalliga. Cinq ans plus tard, l'équipe augsbourgeoise finit 2e derrière le SC Sand. En 2018, les souabes sont reléguées en Bayernliga.

### Soccer intérieur
Après avoir remporté le titre en 2008, l'équipe détient le record du championnat souabe de soccer intérieur, devant les rivales locales du TSV Pfersee Augsburg (de).

### Juniors
Le département du football féminin du TSV Schwaben est réputé pour son développement des jeunes, et est considéré comme un leader en Souabe bavaroise. Les Juniors B sont promues en B-Juniorinnen-Bundesliga (de) en 2013-2014, où elles évoluent dans le groupe Sud.

## Stade
Traditionnellement, le TSV Schwaben était la Schwabenplatz (48° 20′ 49″ N, 10° 54′ 09″ E). Au milieu des années 1960, le terrain doit être abandonné, notamment pour laisser place à une nouvelle école professionnelle. De 1951 à 1965, le TSV partage le Rosenaustadion avec le BC Augsburg, puis déménage au Sportanlage Süd, sur la Stauffenbergstraße, où l'Ernst-Lehner-Stadion (de) est inauguré en 1996. Il s'agit s'un stade d'athlétisme typique, avec une tribune couverte contenant des sièges violets. Son nom rend hommage à l'international allemand Ernst Lehner, ayant participé aux Coupes du monde 1934 et 1938, qui était membre du club, et qui est le deuxième joueur international le plus capé de la première moitié du XXe siècle, après Paul Janes, de Düsseldorf. Le record d'affluence du stade est établi le 1er mai 2007, alors que 4 000 spectateurs étaient venus assister au match de Frauen-Bundesliga entre le Bayern Munich et le 1. FFC Francfort.

## Autres sports
En basketball féminin, en boxe, en fistball et en athlétisme, le club a remporté des titres nationaux. En escrime, Heidi Schmid, membre du club, remporte l'or olympique en 1960. Les succès en canoë-kayak sont particulièrement remarquables, où Augsbourg jouit d'une position privilégiée grâce à l'Eiskanal, site de compétition des jeux olympiques d'été de 1972. On notera notamment les médailles d'or olympiques d'Elisabeth Micheler-Jones en 1992, Oliver Fix en 1996 et Alexander Grimm en 2008, chacun en slalom en kayak individuel. L'athlète Roland Wegner, quant à lui, s'est fait un nom dans des sports exotiques comme la course d'escaliers et la course en arrière.
En 1966, les basketteurs du TSV Schwaben Augsburg figurent parmi les vingt membres fondateurs de la Basketball-Bundesliga. Lors de la première saison (de), l'équipe termine 5e du groupe Sud. À la fin de la saison suivante (de), ils sont relégués. Le joueur le plus célèbre de l'équipe était Gerhard Ritter, utilisé par la DBB dans les équipes nationale B et A, et figurant parmi les cinquante joueurs nominés par Anton Kartak (de) en octobre 1968 pour l'équipe olympique de 1972.